# Campagne de Lorraine
Seconde Guerre mondiale
Batailles
Front d'Europe de l'Ouest
- Campagnes du Danemark et de Norvège
- Bataille de France
- Bataille de Belgique
- Bataille des Pays-Bas
- Bataille d'Angleterre
- Blitz
- Opération Myrmidon
- Opération Ambassador
- Raid de Dieppe
- Sabordage de la flotte française à Toulon
- Bataille aérienne de Berlin
- Bataille de Normandie
- Débarquement de Provence
- Libération de la France
- Campagne de la ligne Siegfried
- Bataille du Benelux
- Poche de Breskens
- Bataille des Vosges (Bruyères)
- Bataille des Ardennes
- Bataille de Saint-Vith
- Siège de Bastogne
- Opération Bodenplatte
- Opération Nordwind
- Campagne de Lorraine
- Bataille d'Alsace (Forêt de la Hardt, Poche de Colmar Jebsheim)
- Campagne d'Allemagne
- Raid de Granville
- Libération d'Arnhem
- Bataille de Groningue
- Insurrection géorgienne du Texel
- Bataille de Slivice
- Capitulation allemande

Front d’Europe de l’Est

Campagnes d'Afrique, du Moyen-Orient et de Méditerranée

Bataille de l’Atlantique

Guerre du Pacifique

Guerre sino-japonaise

Théâtre américain
La campagne de Lorraine désigne l'ensemble des opérations militaires qui se sont déroulées en Lorraine, pendant l'hiver 1944-1945, à la fin de la Seconde Guerre mondiale.

## Contexte historique
Pour désigner l'ensemble de ces opérations militaires dans le nord-est de la France, l'armée américaine distingue officiellement deux campagnes, la campagne Northern France (France du Nord) et la campagne Rhineland (Rhénanie).
La première phase de la « Campagne de Lorraine » commence le 1er septembre 1944 et se termine le 18 décembre 1944. Cette première phase de la campagne, menée par la IIIe armée américaine, s'est terminée par la victoire des Alliés dans les secteurs de Nancy, Lunéville, Épinal, Saint-Dié, Thionville, Sarrebourg et Metz. La seconde phase de la « Campagne de Lorraine » concerne la libération des territoires mosellans encore occupés après le 18 décembre 1944. L'ensemble du territoire ne sera libéré qu'en mars 1945 par la VIIe armée américaine.

## Chronologie de la campagne
Sur le plan opérationnel, la « campagne de Lorraine » concerne la bataille de Metz, celle de Nancy, les combats dans les Vosges, la progression en Moselle jusqu'à la frontière franco-allemande de 1939 et les combats de janvier à mars 1945.
Elle peut se décomposer en trois étapes.

### Progression vers la Moselle
Devant Metz, la IIIe armée US menaçait gravement les défenses du Reich, et en particulier la ligne Siegfried, à moins de 60 kilomètres. Espérant gagner du temps pour renforcer cette ligne fortifiée, l'OKW décida de freiner la progression de Patton en renforçant les points stratégiques de ce front. La Moselstellung, une ligne fortifiée de forts construits pendant l’annexion de 1871 dans la vallée de la Moselle entre Metz et Thionville, constituait un excellent point d'appui pour les troupes allemandes. Le secteur relevait alors de la Ire armée allemande. Le 27 août 1944, la défense de Metz fut confiée au général Walter Krause et la ville fut déclarée forteresse du Reich six jours plus tard. Pour l'OKW, arrêter Patton était une priorité. Le haut-commandement n’hésita pas à affecter de nouvelles troupes sur le secteur, comme la 17e SS-Panzergrenadier-Division.

### Blocage devant Metz
La IIIe armée, manquant d'essence, fut incapable de prendre rapidement à la fois Nancy et Metz, à la différence des actions qui avaient caractérisé l'avance rapide de Patton à travers la France. Après l'engagement d'Arracourt, la libération de Nancy et le combat de Mairy, la IIIe armée américaine fut stoppée par les défenses de Metz. Jusqu'au 12 octobre 1944 et le début de l'assaut sur Metz, une météo exceptionnellement pluvieuse gêna en outre les opérations militaires. Ces problèmes logistiques, combinés à la combativité des troupes allemandes et à une bonne utilisation des défenses de Metz, retarda la chute de la ville jusqu'à la fin de novembre 1944.

### Progression vers la ligne Siegfried
Après la chute de Metz, la IIIe armée lança une offensive pour atteindre la ligne Siegfried. L'attaque sur la Sarre était en cours quand les Allemands lancèrent l'offensive des Ardennes. Les opérations sur la Sarre furent stoppées, la IIIe armée déplaçant ses troupes vers le nord pour contre-attaquer sur le flanc sud de l'offensive en Belgique et au Luxembourg. Ce changement d'objectif marqua la fin de la première phase de la campagne de Lorraine. Les combats reprirent avec la VIIe armée américaine du général Patch. Après l'offensive allemande de janvier 1945, très meurtrière, les combats se poursuivirent dans les secteurs de Forbach et Bitche jusqu'en mars 1945.

## Forces en présence

### Première phase (août 1944 - décembre 1944)

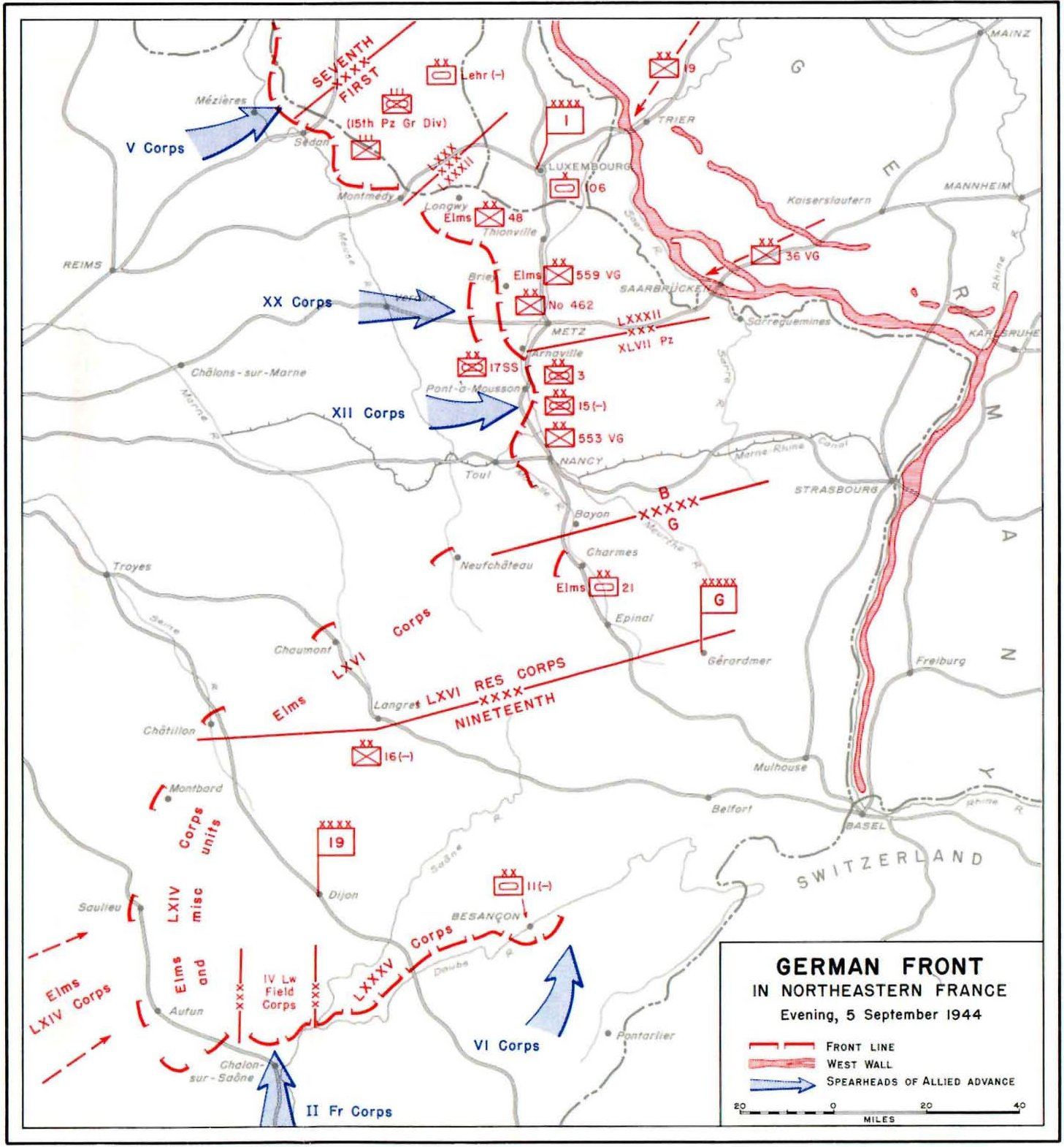
Front en Lorraine, le 5 septembre 1944.

Les forces américaines sont supérieures en nombre et en équipements aux forces allemandes, malgré les problèmes logistiques dus à l'allongement des lignes de ravitaillement entre la Normandie et la Lorraine. Les forces américaines disposent surtout d'une supériorité aérienne écrasante, supériorité qui lui permettra de surmonter les difficultés rencontrées entre la Meuse et le Rhin. Le 1er septembre 1944, la ligne de front en Lorraine voit s'opposer :
- Forces américaines de la IIIe armée américaine
  - XXe corps d'armée du Major General Walton H. Walker (région de Verdun)
  - XIIe corps d'armée du Major General Manton S. Eddy (région de Toul-Pont-à-Mousson)
  - XVe corps d'armée du Major General Haislip (région de Chaumont)

Unités américaines du XXe corps d'armée :
- 3e groupement de cavalerie (Drury, puis Polk), XXe corps d'armée
- 7e Armored Division (division blindée): (Lindsey H Sylvester), XXe corps d'armée
- 10e Armored Division, XXe corps d'armée
- 5e Infantry Division, XXe corps d'armée
- 90e Infantry Division, XXe corps d'armée
- 95e Infantry Division, XXe corps d'armée
- Artillery Corps, XXe corps d'armée

Unités américaines du XIIe corps d'armée :
Unités américaines du XVe corps d'armée :
- Forces allemandes de la Ire armée allemande
  - LXXXII. Armeekorps (82e corps d'armée) du General der Artillerie Johann Sinnhuber (entre Longwy et Arnaville, face au XXe corps US)
  - XLVII. Panzerkorps (47e corps d'armée) du General der Panzertruppen Hans Freiherr von Funck puis Heinrich Freiherr von Lüttwitz (entre Arnaville et Lunéville, face au XIIe corps US))

Unités de blindés allemandes :
- Éléments de la 21e Panzerdivision du LXVIe corps d'armée (secteur de Charmes - Epinal)
- Éléments de la 11e Panzerdivision (secteur Château-Salins - Sarreguemines)
- 106e Panzer-Brigade Feldherrnhalle (secteur de Briey - St-Privat puis Pont-à-Mousson - Château-Salins)
- 111e Panzer Brigade (secteur Epinal - Lunéville - Château-Salins)
- 112e Panzer Brigade (secteur Epinal - Lunéville)
- 113e Panzer Brigade de Seckendorff (secteur Lunéville - Château-Salins)
- 3e Panzergrenadier Division du XLVII. Panzerkorps: 8e Panzer Grenadier Regiment et la 103e Panzer-Abteilung du 47e corps d'armée (secteur d'Arnaville - Pont-à-Mousson)
- 15e Panzergrenadier Division du XLVII. Panzerkorps: 115e Panzer Grenadier Regiment du 47e corps d'armée (secteur d'Arnaville - Pont-à-Mousson)
- 17e Panzergrenadier Division: 37e Panzer Grenadier Regiment du LXXXII. Armeekorps (secteur de Metz)

Divisions d'infanterie allemande :
- 19e Infanterie Division (secteur de Pont-à-Mousson)
- 48e Infanterie Division du LXXXII. Armeekorps  (secteur de Longwy - Thionville)
- 416e Infanterie Division du LXXXII. Armeekorps  (secteur Metz - Sarreguemines)
- 462e Infanterie Division du LXXXII. Armeekorps, sous les ordres de Krause (secteur de Metz)
- 559e Volksgrenadier Division du LXXXII. Armeekorps  (secteur de Thionville - Metz)
- 553e Volksgrenadier Division du XLVII. Panzerkorps (secteur de Pont-à-Mousson - Nancy)
- 36e Volksgrenadier Division du LXXXII. Armeekorps (secteur de Saint-Avold)

Les pertes estimées à ce moment de la campagne furent de 35 000 hommes pour les Américains et entre 50 et 75 000 hommes pour les Allemands. Du 1er septembre 1944 au 18 décembre 1944, la Troisième armée de Patton a perdu 105 blindés légers, 298 blindés moyens, 1080 véhicules légers et 34 pièces d'artillerie (> 75 mm). Les dégâts infligés aux moyens de transport et à l'artillerie allemande par la Troisième armée et le XIXe Tactical Air Command ont été très largement supérieurs à ceux infligés à la Troisième armée.

### Deuxième phase (décembre 1944 - mars 1945)

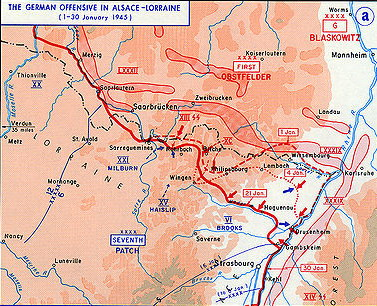
Front en Lorraine, le 1er janvier 1945.

En décembre 1944, la situation change avec le départ de la IIIe armée américaine et la reprise des combats par la VIIe armée américaine. Côté allemand, la Ire armée allemande assure toujours la défense du Reich dans ce secteur du front. La ligne de front se confond maintenant avec la Ligne Siegfried. C'est dans ces conditions qu'eut lieu l'opération Nordwind, du 1er au 25 janvier 1945, dans le nord de la Lorraine et de l'Alsace. L'objectif de l'offensive était double. L'OKW voulait d'une part soulager les troupes allemandes engagées dans la bataille des Ardennes, en mobilisant des forces alliées dans le nord-est de la France. D'autre part, il voulait détruire la 7e armée américaine qui menaçait toujours la ligne Siegfried. Le Groupe d'armées G du général Johannes Blaskowitz attaque avec 4 corps d'armée, le LXXXII. Armeekorps, le XIII. SS-Armeekorps, le LXXXX. Armeekorps et le LXXXIX. Armeekorps. Le Heeresgruppe sera renforcé par le Volks-Artillerie-Korps 410, les 7e et 20e Volks-Werfer-Brigaden, la Schwere Panzerjäger Abteilung 653, la Mörser-Batterie 428 et les Panzer-Flamm-Kompanien 352 et 353. À la fin du mois de janvier, l'offensive, stoppée par les troupes alliées, fut abandonnée. Malgré l'échec de l'offensive, les Américains n'exploitent pas la situation. Ils campent sur leurs positions en Lorraine jusqu'au déclenchement de l'opération Undertone le 15 mars 1945. La 100e Infantry Division prend Bitche le 16 mars 1945, mettant ainsi un terme à la Campagne de Lorraine.
- Forces américaines de la VIIe armée
  - XXIe corps d'armée de Milburn (région de Sarreguemines)
  - XVe corps d'armée de Haislip (région de Forbach - Wingen-sur-Moder)
  - VIe corps d'armée de Brooks (région de Saverne - Haguenau)
- Forces allemandes de la Ire armée
  - LXXXII. Armeekorps sous les ordres du General der Infanterie Walter Hörnlein (région de Sarrelouis-Forbach)[9]
    - 416. Infanterie-Division
    - 719. Infanterie-Division
    - 347. Infanterie-Division

  - XIIIe SS-Armeekorps[10] sous les ordres du SS-Gruppenführer Max Simon (région de Sarreguemines - Rohrbach-lès-Bitche)[9]
    - 19. Infanterie-Division
    - 36. Infanterie-Division
    - 17. SS-Panzer-Grenadier-Division
    - 21. SS-Panzer-Division (en réserve)
    - 25. Panzer-Grenadier-Division (en réserve)

  - LXXXX. Armeekorps  sous les ordres du General der Flieger Erich Petersen (région de Bitche)[9]
    - 257. Infanterie-Division
    - 559. Infanterie-Division

  - LXXXIX. Armeekorps sous les ordres du General der Infanterie Gustav Höhne (région de Éguelshardt-Philippsbourg-Wissembourg)[9]
    - 361. Infanterie-Division
    - 245. Infanterie-Division
    - 256. Infanterie-Division
    - 6. Gebirgs-Division (en réserve)

## Orientation bibliographique
- René Caboz: La Bataille de la Moselle : 25 août-15 décembre 1944, éditions Pierron, Sarreguemines, 1981.
- René Caboz: La Bataille de Metz : 25 août-15 septembre 1944, Éditions Pierron, Sarreguemines, 1984. (ISBN 2-7085-0022-8).
- René Caboz: La bataille de Thionville ou La libération du pays des trois frontières : 25 août-25 décembre 1944, Éditions Pierron, Sarreguemines, 1991.
- René Caboz: La bataille de Nancy : Luneville, Château-Salins, Faulquemont : 25 août-17 novembre 1944, Éditions Pierron, Sarreguemines, 1994.
- René Caboz: La bataille de Maizières-lès-Metz : 25 août-8 novembre 1944 ; suivi de Maizières la martyre : sélection de documents et photographies Ville de Maizières-lès-Metz, 1994.
- Anthony Kemp: Lorraine Album Memorial 31 août 1944 - 15 mars 1945, Heimdal, 1994.

- (en) Cet article est partiellement ou en totalité issu de l’article de Wikipédia en anglais intitulé « Lorraine Campaign » (voir la liste des auteurs) sur base de The Lorraine Campaign, Hugh M. Cole, Washington: Center of Military History, 1950. Cole, P. XIII.